# Imigração romena no Brasil
A imigração romena no Brasil se iniciou na primeira metade do século XX, assim como várias imigrações europeias. Segundo dados oficiais, 7.393 cidadãos romenos, estabelecidos após 1990, estão legalmente no Brasil. A comunidade histórica romena é representada por brasileiros de origem romena, cerca de 40 mil, localizados principalmente nos estados do Paraná, São Paulo, Rio de Janeiro, Santa Catarina e Rio Grande do Sul.